# Снегирёв, Михаил Матвеевич
Михаил Матвеевич Снегирёв (1760, Александровская слобода — 16 [28] июня 1820, Москва) — русский писатель и публицист, статский советник. Профессор Московского университета, отец И. М. Снегирёва.

## Биография
Его отец был священником при церкви Рождества Христова в Александровской слободе, а восприемницею стала императрица Елизавета Петровна. В феврале 1770 года он был отвезён отцом в Троицкую Лаврскую семинарию, которой с 1762 года заведовал Платон Левшин, впоследствии митрополит Московский.
В 1783 году, 17 августа, вследствие поступившего от Московского университета требования, был зачислен в число студентов университета, в котором слушал лекции по философии и юридическим наукам. Через месяц, с 27 сентября, ему было поручено преподавание в Благородном пансионе грамматики, российского слога и христианского закона. Окончив курс университета, в 1786 году «за приобретенное им в науках знание», после установленного испытания, университетской Конференцией Снегирёв был произведён в магистры философии и свободных наук, получил чин провинциального секретаря и определен учителем высшего русского класса в университетской гимназии.
Возведённый 10 июля 1796 года в звание экстраординарного профессора философии, Снегирёв стал читать в Московском университете курс логики и нравственной философии. С 1804 по 1810 годы он читал антропологию. Был утверждён 15 апреля 1810 года ординарным профессором церковной истории.
С 1811 года он был членом Московского общества истории и древностей российских. В московском пожаре 1812 года сгорели все его рукописи вместе с библиотекой и всем имуществом.
В январе 1813 года стал одним из четырёх членов временной комиссии для управления текущими делами университета и его округа после пожара 1812 года. С 1813 года продолжил чтение в университете церковной истории и истории философии; в 1813—1814 гг. был деканом отделения нравственно-политических наук; с 1813 года в Благородном пансионе читал курс богословия. С 1815 года был цензором. С 1817 года до своей смерти читал естественное, политическое и нравственное право.
Похоронен на Лазаревском кладбище в Москве, близ своего товарища и друга — профессора A. M. Брянцева. Α. Ф. Мерзляков, бывший ученик Снегирёва, в надгробной надписи отметил его жертвенность и скромность: 

И въ скудномъ жребіи богатъ для бедныхъ былъ
Помимо статей в изданиях Благородного пансиона «Распускающийся Цветок» и «Полезное упражнение юношества», И. М. Снегирёв составил «Слово о пользе нравственного просвещения» и «Руководство к церковной истории»; много переводил с французского и немецкого, которые печатал анонимно, так что известен только один им сделанный перевод с французского (совместно с Степаном Смирновым) книги: «Иудейские письма к Вольтеру», сочинение аббата Гене, М. 1808—1817, 6 частей.